# Wasilij Konowałow
Wasilij Nikołajewicz Konowałow (ros. Василий Николаевич Коновалов, ur. 1 stycznia 1926) – radziecki działacz partyjny.
Urodzony w rodzinie rosyjskiej. Od 1943 był funkcjonariuszem Komsomołu i pracownikiem inżynieryjno-technicznym, a od 1947 członkiem WKP(b). Od 1954 funkcjonariusz partyjny w Moskwie i obwodzie moskiewskim, 1967-1983 kolejno instruktor, konsultant i kierownik sektora wydziału KC KPZR. W latach 1983–1988 II sekretarz KC Komunistycznej Partii Azerbejdżanu, od 6 marca 1986 do 25 kwietnia 1989 zastępca członka KC KPZR, od 1988 na emeryturze. Deputowany do Rady Najwyższej ZSRR 11 kadencji.